# George Despret

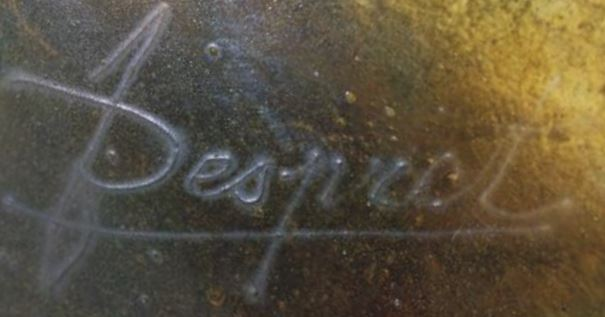
Signatur von George Despret, 1906.

George Paul Joseph Despret (* 7. Dezember 1862 in Binche, Belgien; † 24. Dezember 1952 in Paris, Frankreich) war ein belgisch-französischer Glaskünstler, Ingenieur und Industrieller.
Als sein Vorname wird gelegentlich fälschlicherweise Georges genannt.

## Familie
George Despret stammte aus einer alteingesessenen Familie von Schmieden und Glasmachern aus der Provinz Hennegau in den Städten Anor (Frankreich) und Chimay (Belgien). Unter den Vorfahren befindet sich auch der Général de brigade Albert Victoire Despret (1745–1825).
Er war der Sohn des Schmiedemeisters Edouard Despret (* Chimay 1833, † Brüssel 1906) in Anor, der von 1883 bis zu seinem Tod 1906 als Direktor der Bank Société générale de Belgique tätig war. Zudem war sein Vater Gründer und Präsident der Compagnie du Congo pour le Commerce et l’Industrie (CCIC), wo er unter dem belgischen Minister für das Kolonialgeschäft Albert Thys maßgeblich an der wirtschaftlichen Entwicklung des Kongo-Freistaats beteiligt war, der sich im Privatbesitz des belgischen Königs Leopold II. befand. Sein älterer Bruder Maurice Despret (* 1861 in Binche, 1933 in Spa) war Senator, Anwalt am belgischen Kassationsgericht und Präsident der Banque de Bruxelles, der damals zweitgrößten Bank Belgiens.
George Despret hatte einen Sohn, Edouard-Hector, der im Alter von 14 Jahren starb. Seine Tochter Madeleine heiratete Fernand Doumer, den Sohn des französischen Präsidenten Paul Doumer. George Despret war Belgier, nahm aber am 18. Januar 1896 die französische Staatsbürgerschaft an.

## Leben

### Als Industrieller
George Despret wurde bereits als Kind von seinem Onkel Hector Despret an die Glasmacherei herangeführt, der ihn zu seinem Nachfolger als Leiter der von ihm gegründeten Glasmanufakturen im belgischen Floreffe und französischen Jeumont heranzog. George Despret ließ sich an der École spéciale des mines et des arts et de manufactures de Liège zum Ingenieur ausbilden, als er diese Rolle 1884 im Alter von 22 Jahren annehmen musste, nachdem sein Onkel am 2. Juni 62-jährig verstorben war. George Despret beschäftigte sich umgehend mit der Optimierung der Werkzeuge und begann im März 1885 mit der Herstellung von Spezialglas in Jeumont, darunter Spiegel, Glaswandverkleidungen, Fliesen und Glasscheiben. Hierzu übernahm er zwei weitere Glashütten.
1887 erhielt er eine Export-Erlaubnis, wonach seine Glasfabriken prosperierten und in der Glasindustrie Bedeutung erlangten. Die Glasfabrik von Jeumont wurde 1893 mit dem Betrieb in Recquignies und 1908 mit dem von Boussois zusammengelegt und so die Réunion des Glaces et Verres spéciaux du Nord de la France geschaffen. Nach dem Ersten Weltkrieg, in dem die Industrieanlagen weitgehend zerstört wurden, zentralisierte Despret die reduzierte Produktion 1920 auf den Standort in Boussois, der bis heute in Betrieb ist. Während des Krieges war George Despret ehrenamtlich als Leiter des Technischen Dienstes dem französischen Handelsminister unterstellt. In dieser Zeit wirkte er an der Gründung des französischen Instituts für Optik (heute Ecole Supérieure d’Optique) mit.
Despret meldete zahlreiche Patente an. Er ermöglichte seinem Schwager, dem belgischen Ingenieur Émile Fourcault, und Émile Gobbe die Entwicklung ihres Verfahrens zur Herstellung von Glasscheiben in Wannenöfen, womit sie nach dem Ersten Weltkrieg international Erfolg hatten. Von 1931 bis 1940 war er Präsident der Banque Transatlantique, einer der ältesten Privatbanken Frankreichs. Mit der Verleihung des Großkreuzes am 8. Januar 1935 nahm ihn die Ehrenlegion auf. Die Glashütte schloss er 1937. George Despret starb am 24. Dezember 1952 in seinem Pariser Haus am Quai des Orfèvres 61. Er wurde in der Familiengruft in Anor beigesetzt.

### Als Glaskünstler

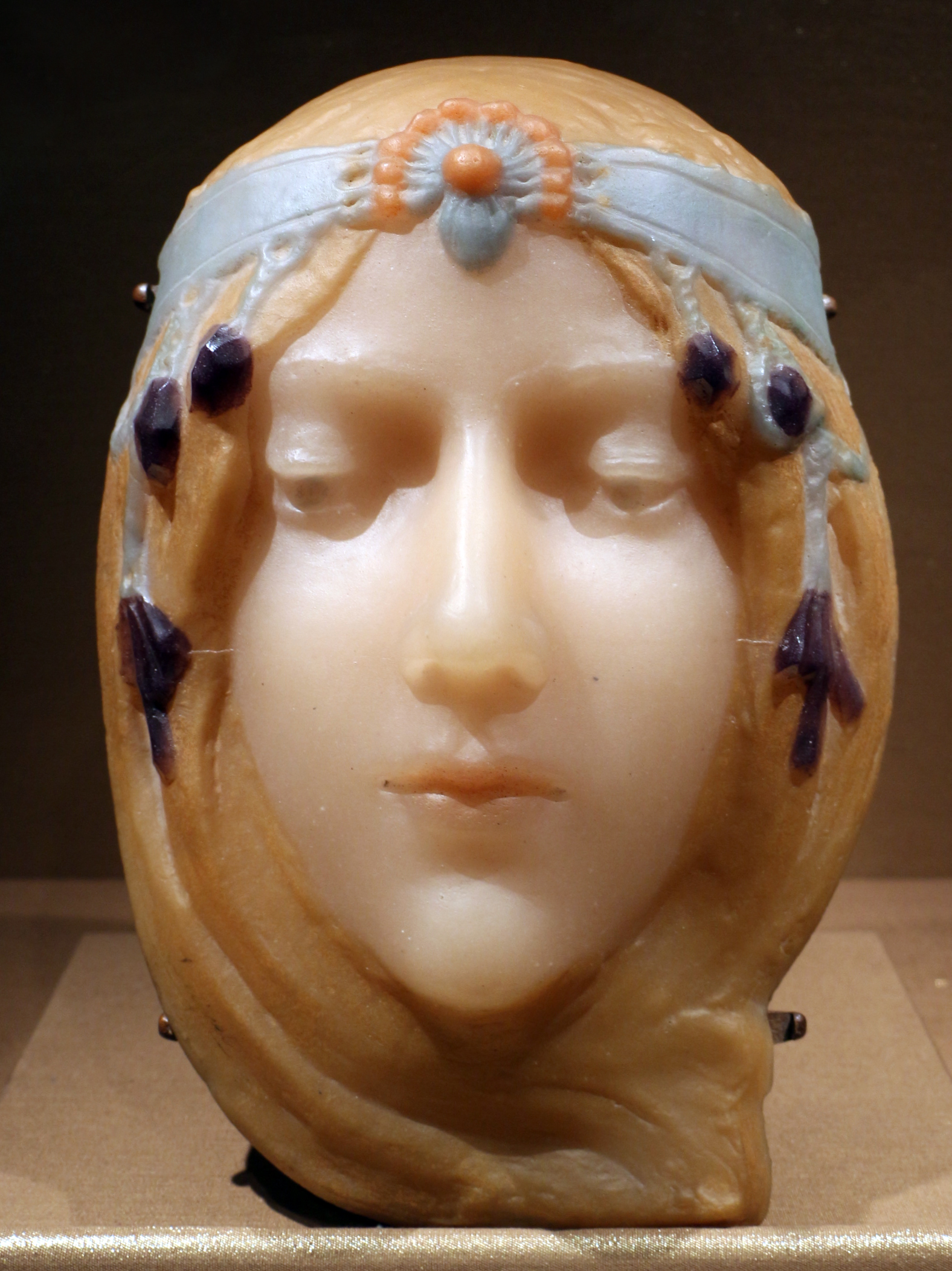
Maske der Balletttänzerin Cléo de Mérode, um 1907. Fin-de-Siècle Museum.

Nach der Übernahme der zwei Glashütten begann Despret bald mit Experimenten zur Herstellung von Pâte de verre. Seine Versuche dauerten mehr als zehn Jahre, bis er ein geeignetes Bindemittel für die Glaspaste entwickeln konnte, das im Produktionsverlauf nicht zerfiel oder riss. Er stellte seine Arbeiten auf der Weltausstellung 1900 in Paris und im Kunstgewerbemuseum Berlin aus. Er führte mehrere Kopien von Tanagra-Figuren nach Vorbildern aus dem Musée du Louvre aus, beschäftigte aber bald eine Reihe von Bildhauern für neue Entwürfe, darunter Gérard Nicollet, Charles Toché, M. de Glori, Jean Goujon, Alexandre Charpentier, Yvonne Serruys und Pierre Le Faguays.
Er produzierte eine Reihe von ein- und mehrfarbigen Masken, wobei die frühen Stücke für jede hinzugefügte Farbe erneut gebrannt wurden und die späteren in einem einzelnen Brennvorgang für alle Farben gleichzeitig dem Brennofen zugeführt wurden. Seine größte Maske war ein Porträt der Balletttänzerin Cléo de Mérode. Er schuf auch Vasen und Schalen, die wie Hartstein oder Marmor aussahen, und andere, die an orientalische Keramik erinnerten. Viele seiner Arbeiten waren von opaker Qualität, die Licht bei scheinbarer Lichtdurchlässigkeit reflektierten, andere waren mit feinen farbigen Zwischentönen oder einfarbig ausgeführt.
Despret zeigte seine Stücke aus Pâte de verre regelmäßig auf Ausstellungen, so 1900 bei der Société nationale des beaux-arts, auf der Franco-British Exhibition von 1908 in London, der Kunstglas- und Chrystalausstellung von 1910 in Paris und der Weltausstellung Turin 1911. Bei der Zerstörung seiner Glashütte im Ersten Weltkrieg wurde auch die Sammlung seiner schönsten Stücke vernichtet, wie auch die Dokumentation, die er dem ebenfalls bombardierten kommunalen Museum von Jeumont übergeben hatte. Seine letzte große Ausstellung fand 1930 im belgischen Lüttich statt.
Seine Arbeiten waren anfänglich im Jugendstil, später im Stil des Art déco gehalten.

## Werke (Auswahl)
- Büste der Prinzessin Irène de Byzance
- Maske eines Kleinkinds
- Maske einer Italienerin
- Coupe de forme libre reposant sur un piédouche, 1900
- Une vestale à l’amphore, 1910
- Femme nue s’appuyant contre un mur, 1910
- Nu couché
- Coupe haute
- Nu féminin allongé, 1925
- Mère et enfant, 1925
- Buste de faune
- Venus